# Hakea standleyensis
Hakea standleyensis är en tvåhjärtbladig växtart som beskrevs av Maconochie. Hakea standleyensis ingår i släktet Hakea och familjen Proteaceae. Inga underarter finns listade i Catalogue of Life.